# Tour de Slovaquie
Le Tour de Slovaquie (en slovaque : Okolo Slovenska, « Autour de la Slovaquie ») est une compétition cycliste par étapes disputée en Slovaquie. Créé en 1954, il fait partie de l'UCI Europe Tour depuis 2005, en catégorie 2.2, puis en catégorie 2.1 depuis 2017.

## Généralités
Depuis une vingtaine d'années[Quand ?], le Tour de Slovaquie se court en cinq étapes. Avec un contre-la-montre, des étapes accidentées, d'autres plates, et au moins une arrivée en bosse, cette course est destinée aux punchers-rouleurs. Le parcours est dessiné dans le nord du pays, d'est en ouest.
Le Tchèque Vlastimil Růžička a remporté sept étapes du Tour de Slovaquie, entre 1951 et 1957, ce qui est un record.
Depuis 2018, la course attire des équipes World Tour (première division). Y participent également des formations continentales Pro et continentales, ainsi que des équipes nationales.

## Palmarès
| Année                  | Vainqueur                  | Deuxième                  | Troisième                  |
| ---------------------- | -------------------------- | ------------------------- | -------------------------- |
| 1954                   | Karel Nesl                 | Josef Křivka              | Jan Kubr                   |
| 1955                   | Jan Veselý                 | Bedrich Plank             | Vlastimil Ružička          |
| 1956                   | Aurelio Cestari            | Alberto Emiliozzi         | Karl-Magnus Åmell          |
| 1957                   | Pierre Le Don              | Günter Oldenburg          | Horst Kappel               |
| 1958                   | Walter Renner              | Josef Křivka              | Rudolf Revay               |
| 1959                   | Lothar Höhne               | Jan Malten                | Ludevit Wiezner            |
| 1960                   | Antal Megyerdi             | Rudolf Revay              | František Konečný          |
| 1961-1963 Non disputés |                            |                           |                            |
| 1964                   | Matej Laczo                | Ladislav Heller           | Jiří Háva                  |
| 1965                   | Jiří Háva                  | Pavel Konečný             | Bernd Patzig               |
| 1966                   | Pavel Konečný              | Pavel Doležel             | Jiří Háva                  |
| 1967                   | Miloš Hrazdíra             | Jiří Háva                 | Pavel Konečný              |
| 1968                   | Miloš Hrazdíra             | Ján Svorada               | Břetislav Souček           |
| 1969                   | Břetislav Souček           | Ladislav Biľo             | Miloš Hrazdíra             |
| 1970                   | Vlastimil Moravec          | Jiří Vlček                | Rudolph Labus              |
| 1971                   | Jiří Háva                  | Alois Holík               | Ladislav Biľo              |
| 1972                   | Antonín Bartoníček         | Vladimír Vondráček        | Ladislav Biľo              |
| 1973                   | Miloš Hrazdíra             | Rudolph Labus             | Ľudovít Pavela             |
| 1974                   | Pavol Čambal               | Antonin Sel               | Jiří Bartolšic             |
| 1975                   | Josef DvoÅ™Ã¡k             | Rudolph Labus             | Ján Stejskal               |
| 1976                   | Jiří Škoda                 | Ján Kružic                | Jostein Wilmann            |
| 1977                   | Miroslav Sýkora            | Bernd Drogan              | Svatopluk Henke            |
| 1978                   | Theo de Rooij              | Ramazan Galaletdinov      | Alexander Gusjatnikow      |
| 1979                   | Jaroslav Poslušný          | Jan Brzeźny               | Andreï Vedernikov          |
| 1980                   | Jiří Škoda                 | Sergueï Soukhoroutchenkov | Jiří Stratílek             |
| 1981                   | Andreï Vedernikov          | Juri Barinow              | Sergei Prybyl              |
| 1982                   | Vladimir Volochin          | Ladislav Ferebauer        | Bernd Drogan               |
| 1983                   | Bernd Drogan               | Andrei Toporichev         | Miroslav Sýkora            |
| 1984                   | Miroslav Sýkora            | Vladimir Dolek            | Andrzej Mierzejewski       |
| 1985                   | Jiří Škoda                 | Kurt Konrad               | Bruno Bulić                |
| 1986                   | Václav Toman               | Gennadij Alexasis         | Miloslav Vašíček           |
| 1987                   | Ivan Ivanov                | Piotr Ugrumov             | Miloslav Vašíček           |
| 1988                   | Tomáš Sedláček             | Vladimír Švehlík          | Kurt Konrad                |
| 1989                   | Pavel Tonkov               | Vladimír Kozárek          | Andreï Vedernikov          |
| 1990                   | Miroslav Lipták            | Milan Dvorščík            | Tomáš Sedláček             |
| 1991                   | Heinrich Trumheller        | Pavel Tonkov              | Lutz Lehmann               |
| 1992                   | Lubor Tesař                | Pavel Padrnos             | Mike Weissmann             |
| 1993                   | Serhiy Honchar             | Patrick Moster            | Steffen Blochwitz          |
| 1994                   | Vladimír Švehlík           | Heiko Latocha             | Alexei Nakazny             |
| 1995                   | František Trkal            | Robert Pintarič           | Vladimír Švehlík           |
| 1996                   | Ján Valach                 | Roman Broniš              | Boris Premužič             |
| 1997                   | Jaromír Purmenský          | Igor Kranjec              | Matthias Jandt             |
| 1998                   | Andrej Hauptman            | Marcel Strauss            | Jaromír Friede             |
| 1999                   | Ondřej Sosenka             | Charles Wegelius          | Piotr Chmielewski          |
| 2000                   | René Andrle                | Kim Kirchen               | Ondřej Fadrny              |
| 2001                   | František Trkal            | Matija Kotnik             | Michal Prusa               |
| 2002                   | Gustav Larsson             | Luke Roberts              | Leonardo Zanotti           |
| 2003                   | Ondřej Sosenka             | Cezary Zamana             | Dawid Krupa                |
| 2004                   | Piotr Chmielewski          | Dawid Krupa               | Kamil Vrána                |
| 2005                   | Martin Prázdnovský         | Martin Riška              | Eduard Vorganov            |
| 2006                   | Radosław Romanik           | René Andrle               | Kristoffer Gudmund Nielsen |
| 2007                   | Joost van Leijen           | Martin Mareš              | Marcin Sapa                |
| 2008                   | Kristoffer Gudmund Nielsen | Péter Kusztor             | Sergey Firsanov            |
| 2009                   | Leigh Howard               | Stefan Schäfer            | Pasquale Muto              |
| 2010                   | Robert Vrečer              | Timon Seubert             | Maroš Kováč                |
| 2011                   | Nikita Nowikow             | Tomislav Dančulović       | Kristijan Đurasek          |
| 2012                   | Enrico Rossi               | Alexander Prischpetni     | Davide Rebellin            |
| 2013                   | Petr Vakoč                 | Tim Mikelj                | Maroš Kováč                |
| 2014                   | Oleksandr Polivoda         | Kristjan Fajt             | Matija Kvasina             |
| 2015                   | Davide Viganò              | Matthias Krizek           | Paweł Cieślik              |
| 2016                   | Mauro Finetto              | Vitaliy Buts              | Kirill Pozdnyakov          |
| 2017                   | Jan Tratnik                | Mattia Cattaneo           | Piotr Brożyna              |
| 2018                   | Julian Alaphilippe         | Jan Tratnik               | Cesare Benedetti           |
| 2019                   | Yves Lampaert              | Arnaud Démare             | Stefan Küng                |
| 2020                   | Jannik Steimle             | Nico Denz                 | Shane Archbold             |
| 2021                   | Peter Sagan                | Jannik Steimle            | Cees Bol                   |
| 2022                   | Josef Černý                | Mauri Vansevenant         | Koen Bouwman               |
| 2023                   | Rémi Cavagna               | Stefan Küng               | Milan Vader                |
| 2024                   | Mauro Schmid               | Julian Alaphilippe        | Felix Engelhardt           |
| 2025                   |                            |                           |                            |